# Estel zombi

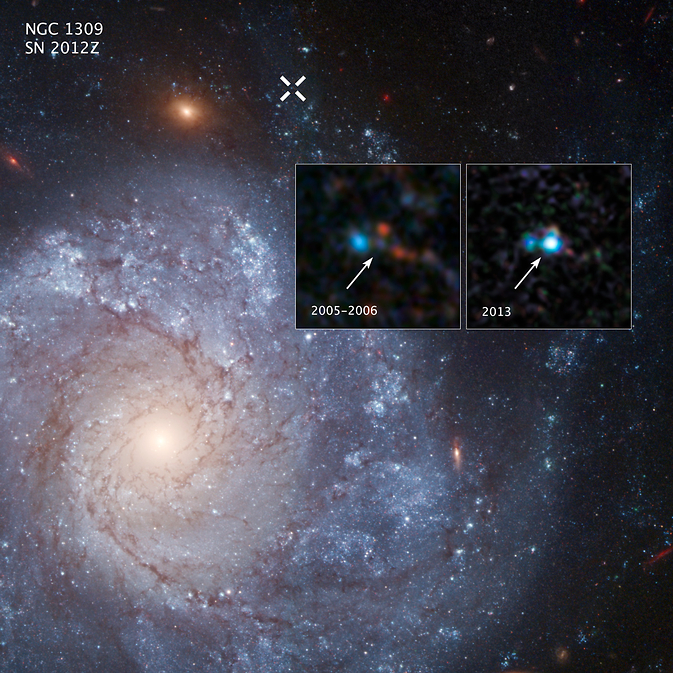
Les dues imatges mostren un abans i després de les fotografies capturades pel telescopi espacial Hubble de la NASA de la supernova 2012Z en la galàxia espiral NGC 1309. La X blanca en la part superior de la imatge principal marca la localització de la supernova en la galàxia

Un estel zombi o estrella zombi és un resultat hipotètic d'un tipus de supernova Iax que deixa enrere un romanent estel·lar, en comptes d'una massa estel·lar dispersa. El tipus de supernova Iax és similar al tipus Ia, però té una velocitat d'ejecció més baixa i menys lluminositat. Els científics pensen que aquest tipus de supernova ocorre entre un 5 i un 30 per cent de la taxa de la supernova Ia. S'han identificat trenta supernoves que pertanyen a aquesta categoria.
Es pensa que un tipus de supernova Iax en un sistema binari consisteix en una nana blanca amb un estel acompanyant. La nana blanca absorbeix el material del seu acompanyant. Normalment, la nana blanca aconseguiria de mica en mica una massa crítica, i les reaccions de fusió causarien una explosió i dissipació completa, però en la supernova del tipus Iax només es perd la meitat de la massa de la nana blanca.
Es creu que la supernova SN 2012Z en la galàxia NGC 1309 és del tipus Iax, i va ser descoberta el 2012 per S. B. Cenko, W. Li, i A. V. Filippenko usant el telescopi d'imatge automàtic Katzman el 29.15 de gener (temps universal) com a part de l'observatori Lick de Recerca de Supernoves. Es pensa que quan més massa tinguin els estels binaris en el cor de la supernova, es passen quantitats importants d'hidrogen i heli al seu acompanyant, i esdevé una nana blanca. L'estel acompanyant es torna més gran fins que és tan inestable que explota com una supernova, i deixa un estel romanent zombi enrere.
Es van capturar imatges de l'àrea abans de la supernova, que permeten una comparació d'un abans i després. Així mateix, es pot fer una anàlisi del procés de la supernova per a estudis futurs. Per confirmar la hipòtesi dels estels zombi, l'àrea serà fotografiada novament el 2015 després que la llum de la supernova es dissipi. Els descobridors han declarat que hi ha un 99% de probabilitat que l'estel en la fotografia d'"abans" estigui relacionat amb la supernova. Alguns científics van dir que una altra hipòtesi d'observació podria ser que un estel supermassiu, de 30 a 40 masses solars, hagi explotat també.
Aquest descobriment és un pas important en dècades de llarga recerca cognomronòmica; en l'observació del SN 2012Z va ser la primera vegada que els científics van ser capaços d'identificar un sistema d'estels que es va convertir en supernova.
Alguns científics també creuen que SN 2008ha pot ser un tipus Iax de supernova, però considerablement més feble que SN 2012Z.